# The Killing (serie televisiva 2011)
The Killing è una serie televisiva statunitense poliziesca prodotta per quattro stagioni dal 2011 al 2014 da Fox Television Studios e da Fuse Entertainment per la rete televisiva via cavo AMC.
(Tagline utilizzata durante la prima stagione)
Remake della serie televisiva danese Forbrydelsen, le prime due stagioni di The Killing sono incentrate sulle vicende che ruotano attorno l'omicidio di una giovane ragazza e la conseguente indagine della polizia. La serie ha debuttato in Italia su Fox Crime il 3 novembre 2011.
Dopo due stagioni prodotte, la serie era stata inizialmente cancellata dal network statunitense il 27 luglio 2012, ma dopo una serie di trattative avviate dalla casa di produzione Fox Television Studios con la società Netflix e la stessa AMC (che si sono divise i costi di produzione), è stato deciso di produrre una terza stagione che ha debuttato il 2 giugno 2013. Il 10 settembre 2013 AMC ha cancellato ufficialmente la serie. Due mesi dopo Netflix ha acquistato i diritti per produrre una quarta e ultima stagione composta da 6 episodi, pubblicati il 1º agosto 2014.

## Trama
A Seattle una giovane ragazza, Rosie Larsen, viene uccisa. La trama intreccia tre aspetti connessi all'omicidio: le indagini della detective Sarah Linden, affiancata dal collega Stephen Holder; il dolore che colpisce la famiglia della vittima; e un gruppo di politici locali che rischia di veder compromessa la campagna elettorale. Con la prosecuzione della storia, diventa chiaro che non ci sono casualità e ognuno dei personaggi coinvolti si porta dietro un segreto che gli impedisce di poter voltare pagina.

## Episodi
| Stagione         | Episodi | Prima TV USA | Prima TV Italia |
| ---------------- | ------- | ------------ | --------------- |
| Prima stagione   | 13      | 2011         | 2011-2012       |
| Seconda stagione | 13      | 2012         | 2012            |
| Terza stagione   | 12      | 2013         | 2013-2014       |
| Quarta stagione  | 6       | 2014         | 2014            |

## Personaggi e interpreti

### Personaggi principali
- Sarah Linden (stagioni 1-4), interpretata da Mireille Enos, doppiata da Chiara Colizzi.
È una detective del dipartimento di polizia di Seattle. Silenziosa e acuta osservatrice, conduce una vita solitaria con il figlio Jack. È pronta a sposarsi con il fidanzato Rick Felder e a trasferirsi con lui nella città californiana di Sonoma, ma l'omicidio di Rosie Larsen rimanda i suoi i piani.
- Stephen Holder (stagioni 1-4), interpretato da Joel Kinnaman, doppiato da Fabio Boccanera.
È un ex detective della narcotici che ha ottenuto la promozione alla squadra omicidi. Appena arrivato a Seattle per sostituire Sarah Linden, si ritroverà ad indagare con lei sull'omicidio di Rosie Larsen.
- Darren Richmond (stagioni 1-2, 4), interpretato da Billy Campbell, doppiato da Francesco Prando.
È un consigliere comunale, nonché candidato per l'elezione a sindaco. Ha perso la moglie da qualche anno e ora conduce una relazione sentimentale con Gwen Eaton, membro del suo staff, con cui pianifica di andare a vivere insieme dopo le elezioni.
- Mitch Larsen (stagioni 1-2), interpretata da Michelle Forbes, doppiata da Laura Boccanera.
È una casalinga, madre di Rosie Larsen e di altri due figli più piccoli, Denny e Tom.
- Stanley "Stan" Larsen (stagioni 1-2), interpretato da Brent Sexton, doppiato da Paolo Buglioni.
È il marito di Mitch, con cui è sposato da 17 anni, e titolare di una piccola azienda di trasporto merci.
- Gwen Eaton (stagioni 1-2), interpretata da Kristin Lehman, doppiata da Giò Giò Rapattoni.
È una consigliera di Darren Richmond, nonché sua amante, appartenente ad una delle più influenti famiglie di Seattle. È determinata a tenere la sua relazione con Darren segreta per non danneggiare la sua campagna elettorale.
- Jamie Wright (stagioni 1-2), interpretato da Eric Ladin, doppiato da David Chevalier.
È il capo-staff che guida la campagna elettorale di Richmond.
- Belko Royce (stagioni 1-2), interpretato da Brendan Sexton III, doppiato da Emiliano Coltorti.
È il socio di Stan Larsen, con cui gestisce l'azienda di spedizioni.
- Terry Marek (stagioni 1-2), interpretata da Jamie Anne Allman.
È la sorella più giovane di Mitch Larsen, a cui cerca di portare conforto dopo la morte della figlia.
- Jack Linden (stagioni 1-4), interpretato da Liam James.
È il figlio adolescente di Sarah.
- James Skinner (stagione 3), interpretato da Elias Koteas.
- Francis Becker (stagione 3), interpretato da Hugh Dillon.
- Danette Leeds (stagione 3-4), interpretata da Amy Seimetz.
- Bullet, vero nome Rachel Olmstead (stagione 3), interpretata da Bex Taylor-Klaus.
- Lyric (stagione 3), interpretata da Julia Sarah Stone.
- Twitch (stagione 3), interpretato da Max Fowler.
- Ray Seward (stagione 3), interpretato da Peter Sarsgaard.
Detenuto condannato a morte, mediante impiccagione, per l'omicidio della moglie.
- Carl Reddick  (stagione 3-4), interpretato da Gregg Henry.
È il nuovo partner di Holder.
- Margaret Rayne (stagione 4), interpretata da Joan Allen.
- Kyle Stansbury (stagione 4), interpretato da Tyler Ross.
- Lincoln Knopf (stagione 4), interpretato da Sterling Beaumon.
- AJ Fielding (stagione 4), interpretato da Levi Meaden.

### Personaggi ricorrenti
- Rosie Larsen (stagioni 1-2), interpretata da Katie Findlay, doppiata da Valentina Mari.
È la vittima dell'omicidio.
- Regi Darnell (stagioni 1-4), interpretata da Annie Corley, doppiata da Roberta Greganti.
È l'assistente sociale di Sarah, che l'aiuta nel prendersi cura di suo figlio Jack.
- Tenente Michael Oakes (stagioni 1-2), interpretato da Garry Chalk.
È il capo di Linden al Seattle Police Department.
- Bennet Ahmed (stagioni 1-2), interpretato da Brandon Jay McLaren, doppiato da Federico Di Pofi.
È uno degli insegnanti della Fort Washington High School, la scuola frequentata da Rosie Larsen.
- Sterling Fitch (stagioni 1-2), interpretata da Kacey Rohl, doppiata da Eva Padoan.
È la migliore amica di Rosie Larsen.
- Rick Felder (stagione 1), interpretato da Callum Keith Rennie.
È il fidanzato di Sarah Linden, con cui è ansioso di cominciare una nuova vita a Sonoma, in California.
- Lesley Adams (stagioni 1-2), interpretato da Tom Butler.
È il sindaco uscente di Seattle, rivale di Darren Richmond nell'attuale campagna elettorale.
- Tom Drexler (stagioni 1-2), interpretato da Patrick Gilmore, doppiato da Pasquale Anselmo.
È un ricco imprenditore che finanzia la campagna di Richmond.
- Amber Ahmed (stagioni 1-2), interpretata da Ashley Johnson.
È la moglie di Bennet.
- Ruth Yitanes (stagioni 1-2), interpretata da Lee Garlington.
È una rappresentante sindacale il cui supporto è fondamentale per Darren Richmond.
- Pastore Mike (stagione 3), interpretato da Ben Cotton.
È il direttore della Beacon House, casa di accoglienza per giovani senzatetto.
- Evan Henderson (stagione 3), interpretato da Aaron Douglas.
Guardia nel braccio della morte.
- Dale Daniel Shannon (stagione 3), interpretato da Nicholas Lea.
Condannato a morte.
- Joe Mills (stagione 3), interpretato da Ryan Robbins.

## Produzione

Logo della serie televisiva

La AMC ha ordinato la produzione dell'episodio pilota il 20 gennaio 2010, approvando quindi la sceneggiatura di Veena Sud, basata sulla serie televisiva danese Forbrydelsen, e affidando la produzione esecutiva allo stesso Veena Sud, a Mikkel Bondesen (già produttore di Burn Notice - Duro a morire) e a Kristen Campo.
Billy Campbell è stato il primo attore ad entrare nel cast il 13 aprile 2010, per interpretare il ruolo del politico Darren Richmond. Nei giorni immediatamente successivi sono stati ingaggiati anche Michelle Forbes, Brent Sexton, Eric Ladin, Jamie Anne Allman e Joel Kinnaman. Michelle Forbes e Brent Sexton hanno interpretato i genitori della vittima, Mitch e Stanley Larsen; Eric Ladin ha interpretato il ruolo di Jamie Dempsey, l'uomo che cura la campagna elettorale di Darren Richmond; Jamie Anne Allman la sorella di Mitch, Terry Larsen; mentre Joel Kinnaman ha avuto il ruolo di Stephen Holder. Il 15 aprile inoltre, la regista Patty Jenkins è stata ingaggiata per dirigere il pilot. Il 22 aprile la AMC ha annunciato l'ingresso nel cast di Mireille Enos, per il ruolo di Sarah Linden, la principale detective che segue le indagini sull'omicidio di Rosie Larsen. Uno degli ultimi ingressi nel cast è stato quello di Kristin Lehman, che ha interpretato un membro dello staff di Darren Richmond, Gwen Eaton. Le riprese sono iniziate il 10 maggio 2010 e si sono svolte nei dintorni di Vancouver, in Canada.
L'11 agosto 2010, dopo aver visionato il pilot, l'AMC ha approvato la produzione di una serie completa. In tale occasione Joel Stillerman, uno dei vertici della rete via cavo statunitense, ha presentato la serie alla stampa giudicando la narrazione «completamente avvincente» e definendo la serie «visivamente spettacolare». Le riprese sono quindi ricominciate il 2 dicembre 2010, sempre nei pressi di Vancouver.
Il 4 marzo 2011 la AMC ha trasmesso una breve anteprima, mentre i primi teaser trailer erano stati diffusi a partire da metà febbraio. Il primo trailer ufficiale, della durata di quattro minuti, è stato diffuso l'8 marzo 2011. La messa in onda della prima stagione, composta da 13 episodi, è iniziata il 3 aprile 2011.
Il 13 giugno 2011 la serie è stata rinnovata per una seconda stagione, trasmessa dal 1º aprile 2012. Nel corso della seconda stagione vengono introdotti nuovi personaggi ricorrenti, come la sorella di Holder, interpretata da Marin Ireland, mentre Mark Moses interpreta il tenente Carlson, nuovo detective del Seattle Police Department che aiuta nelle indagini sulla morte di Rosie Larsen.
Alla fine della seconda stagione viene rivelato il mistero dietro l'uccisione della Larsen e la serie (complici gli ascolti in calo probabilmente dovuta al prolungarsi di un caso che poteva essere chiarito in un'unica serie ma che è stato portato avanti troppo a lungo come successe con Twin Peaks) viene cancellata da AMC. Gli studi di produzione Fox Television Studios cominciano però delle trattative per realizzare una terza stagione da trasmettere su Netflix, canale che trasmette prevalentemente in streaming e in forte espansione negli Stati Uniti e non solo. A questo punto rientra in gioco anche il canale AMC che si dice disposto a dividere i costi di produzione di una terza stagione a patto di disporre di una trasmissione anticipata degli episodi rispetto a Netflix. L'accordo preliminare prevede quindi la trasmissione degli episodi da parte di AMC attraverso la distribuzione via cavo e con qualche giorno di ritardo la trasmissione via internet da parte di Netflix. Il 15 gennaio 2013 AMC annunciò quindi di aver ordinato ufficialmente la produzione di una terza stagione della serie.
Questa serie viene effettivamente prodotta e mandata in onda a partire dal 2 giugno 2013 negli USA e a partire dal 5 novembre 2013 sui canali televisivi italiani. Nonostante sia molto più concisa rispetto alle precedenti (il nuovo caso viene risolto in un'unica serie), pare non sia servito per far prosperare la serie che venne poi cancellata. Il 1º agosto 2014 Netflix ha infine distribuito una quarta e ultima stagione composta unicamente da 6 episodi.

## Accoglienza

### Ascolti
I primi due episodi hanno registrato una media di 2,7 milioni di telespettatori. Considerando anche le repliche immediatamente successive la prima messa in onda, The Killing ha registrato complessivamente 4,7 milioni di telespettatori durante l'intera serata d'esordio. Si tratta del secondo miglior debutto di sempre di una serie televisiva sulla rete AMC; un risultato migliore era stato infatti registrato solo dalla season premiere di The Walking Dead, che al suo esordio aveva ottenuto 5,3 milioni di telespettatori.

### Critica
La serie è stata accolta molto positivamente dalla critica. Il The Hollywood Reporter l'ha definita «eccellente, coinvolgente e appassionante», elogiando l'interpretazione di Mireille Enos. Entertainment Weekly ha spiegato come la tensione tra il personale e il professionale risuona in tutta la serie: sia che si tratti delle indagini della polizia, del comportamento della famiglia della vittima, o del tentativo di limitare i danni da parte del politico locale, il tutto contribuisce a creare una forte suspense. Apprezzamenti sono arrivati anche dal Chicago Sun-Times, che ha sottolineato come l'AMC continua a produrre serie televisive di qualità per soddisfare i telespettatori più esigenti. Il quotidiano statunitense ha anche fatto notare come il personaggio rappresentato dalla vittima sia molto simile a quello di Laura Palmer in I segreti di Twin Peaks. «Una serie convincente, visivamente poetica» è stato il giudizio del Los Angeles Times. Alessandra Stanley del New York Times ha messo in luce come The Killing rappresenti l'opposto delle classiche serie poliziesche americane, in quanto l'orrore sta soprattutto nelle conseguenze del crimine e non nella sua macabra esecuzione. La critica statunitense ha inoltre commentato come, nonostante The Killing sia una serie tetra e opprimente come tutte quelle del suo genere, è talmente ben raccontata da essere quasi commovente. USA Today, che ha valutato la serie con quattro stelle su quattro, ha spiegato come ciò che contraddistingue la serie è il suo costante senso di terrore, la sua atmosfera consistente e i suoi meravigliosi personaggi. Il Boston Herald ha apprezzato particolarmente l'interpretazione di Michelle Forbes, mentre «commovente e coinvolgente» è stato il giudizio del TIME. Secondo il sito aggregatore di recensioni Metacritic The Killing ha ricevuto un'«acclamazione universale», registrando un punteggio di 84 su 100.
Dopo l'entusiasmante accoglienza della critica per i primi episodi, tuttavia, The Killing ha perso buona parte del consenso raccolto con l'evolversi della prima stagione, definita superficiale e dispersiva. Alcuni critici commentarono molto negativamente anche il finale di stagione, principalmente per non aver chiuso l'indagine investigativa come molti si aspettavano.
Nel mese di giugno 2011, inoltre, la rivista Volture ha intervistato due veri detective del Seattle Police Department, uno dei quali ha fatto anche da consulente nella prima fase della produzione. I detective Mark Jamieson e Jay Salpeter hanno spiegato che se alcuni aspetti della serie sono molto realistici, altri sono decisamente improbabili. In particolare, sono stati giudicati realistici l'assenza di consistenti sviluppi nelle indagini dopo una settimana dall'omicidio e il rapporto tra la polizia e la famiglia della vittima. Il metodo di lavoro dei detective Linden e Holder invece è stato pesantemente criticato. Salpeter ha spiegato che nella vita reale un detective può lavorare 8-9 ore al giorno. Nella serie, invece, si vedono lavorare tutto il giorno a tutte le ore, weekend compresi. Inoltre, nella realtà quello dei detective è un lavoro di squadra, sempre a stretto contatto con il proprio tenente. Dunque è totalmente irreale l'approccio solitario della detective Linden.

## Riconoscimenti
- 2015 - Young Artist Awards[39]
  - Nomination Miglior performance in una serie televisiva - Giovane attore ricorrente di anni 17-21 a Connor Beardmore
  - Nomination Miglior performance in una serie televisiva - Giovane attrice ricorrente di anni 14-16 a Katherine Evans